# Til højre ved den gule hund
Til højre ved den gule hund er en dansk film fra 2003.
- Manuskript Peter Ringgaard, John Bernstein og Dana van Nest.
- Instruktion Peter Ringgaard.

Blandt de medvirkende kan nævnes:
- Peter Gantzler
- Jesper Klein
- Judy Gringer
- Trine Appel
- Jørgen Kiil
- Preben Harris
- Michelle Bjørn-Andersen
- Pelle Hvenegaard